# Russian Roulette (Rihanna)
Russian Roulette è un brano musicale della cantante barbadiana Rihanna, estratto come primo singolo dal suo quarto album Rated R. La canzone, scritta e prodotta da Chuck Harmony e Ne-Yo, è stata diffusa in radio a partire dal 3 novembre 2009. Rihanna si è esibita con la canzone nel suo "Last Girl on Earth Tour" ostracizzandola però a partire dal suo "The Loud Tour" a causa del clima troppo cupo della canzone, in netto contrasto con il citato tour.

## Video musicale
Il video musicale è stato diretto da Anthony Mandler mentre le riprese si sono svolte in due giorni, a partire dal 23 ottobre 2009. La première assoluta del video è avvenuta il 5 novembre 2009 sul network televisivo ABC.
Il video di Wait Your Turn è stato pubblicato sul sito ufficiale di Rihanna il 3 novembre 2009, mentre quello di Russian Roulette il 13 novembre presso ABC in 20/20. Entrambi i video sono stati diretti dal regista Anthony Mandler. Le riprese video iniziarono il 23 ottobre e sono terminate dopo due giorni interi di riprese. Jesse Williams è l'uomo di piombo nel video musicale, come aveva rivelato in un'intervista con E! alla fine di ottobre. Il video parte da un'inquadratura di Rihanna incappucciata, sdraiata sul pavimento di una cella, che mostra di perdere sangue da una mano. La scena si sposta quindi in un altro ambiente del carcere, una stanza illuminata da una lampada fioca e rinfrescata da un piccolo ventilatore, nel quale Rihanna, in abito nero, sta per affrontare un colloquio con il suo presunto fidanzato, un ragazzo sudato e muscoloso seduto ad un tavolino, interpretato dall'attore Jesse Williams. Il video termina con la morte del ragazzo seduto di fronte a Rihanna, che viene sconfitto dalla roulette russa.
Il video ha totalizzato più di 280 milioni di visualizzazioni su YouTube dalla sua data di uscita.

## Tracce
CD singolo
1. Russian Roulette – 3:48
2. Russian Roulette (instrumental) – 3:48

## Successo commerciale
Il brano ha raggiunto la nona posizione negli Stati Uniti, diventando una delle tante Top 10 di Rihanna ma anche il suo secondo singolo apripista di un album a non raggiungere la vetta della classifica (dopo Pon de Replay, primo estratto da Music of the Sun, il quale si era fermato alla seconda posizione).

## Classifiche
| Classifica (2009) | Posizione massima |
| ----------------- | ----------------- |
| Australia         | 7                 |
| Austria           | 2                 |
| Belgio (Fiandre)  | 5                 |
| Belgio (Vallonia) | 3                 |
| Canada            | 9                 |
| Danimarca         | 6                 |
| Europa            | 2                 |
| Finlandia         | 3                 |
| Francia           | 4                 |
| Germania          | 2                 |
| Irlanda           | 5                 |
| Israele           | 1                 |
| Italia            | 6                 |
| Lussemburgo       | 1                 |
| Norvegia          | 1                 |
| Nuova Zelanda     | 9                 |
| Paesi Bassi       | 15                |
| Regno Unito       | 2                 |
| Repubblica Ceca   | 1                 |
| Romania           | 1                 |
| Slovacchia        | 1                 |
| Spagna            | 6                 |
| Stati Uniti       | 9                 |
| Svezia            | 4                 |
| Svizzera          | 1                 |

### Classifiche di fine anno
| Classifica (2009) | Posizione |
| ----------------- | --------- |
| Australia         | 96        |
| Austria           | 60        |
| Belgio (Fiandre)  | 97        |
| Italia            | 35        |
| Svezia            | 92        |
| Svizzera          | 61        |
| Regno Unito       | 72        |
| Classifica (2010) | Posizione |
| Austria           | 46        |
| Belgio (Fiandre)  | 100       |
| Belgio (Vallonia) | 31        |
| Francia           | 36        |
| Italia            | 94        |
| Spagna            | 33        |
| Svezia            | 69        |
| Svizzera          | 33        |
| Regno Unito       | 130       |

## Cover
Nel 2010 Paola & Chiara hanno realizzato una versione del brano in italiano dal titolo Così non saprai mai, incluso nel loro album Milleluci.